# 洞坪乡
洞坪乡，是中华人民共和国湖南省怀化市新晃侗族自治县下辖的一个乡镇级行政单位。

## 行政区划
洞坪乡下辖以下地区：
廖溪村、柳寨村、田坪村、坳背村、大坪村、姑召村、大坪坡村、杨柳冲村和洞坪村。